# Еленска
Еленска (болг. Еленска) — село в Болгарии. Находится в Смолянской области, входит в общину Смолян. Население составляет 83 человека.

## Политическая ситуация
В местном кметстве Тырын, в состав которого входит Еленска, должность кмета (старосты) исполняет Явор Севдалинов Говедаров (независимый) по результатам выборов правления кметства в 2007 году.
Кмет (мэр) общины Смолян — Николай Тодоров Мелемов (Граждане за европейское развитие Болгарии (ГЕРБ)) по результатам выборов 2011 года, прежде кметом была Дора Илиева Янкова (Болгарская социалистическая партия (БСП)) по результатам выборов 2007 года в правление общины.